# Суханово (Ленинский район)
Суханово — деревня в Ленинском городском округе Московской области России. Рядом с деревней расположена усадьба Суханово.

## География
Деревня Суханово находится примерно в 4 км к юго-западу от центра города Видное. Ближайшие населённые пункты — пгт Лопатино и деревня Потапово. С севера протекает река Гвоздянка, на которой расположен Сухановский пруд. К северо-востоку от деревни находится усадьба Суханово начала XIX века. С северо-запада от Расторгуевского шоссе к деревни ведёт Сухановская улица.
К северо-западу от старой частной застройки Суханово расположен коттеджный посёлок Суханово Парк.
К северу от усадьбы Суханово и к югу от Расторгуево (микрорайон города Видного) находится посёлок подсобного хозяйства Суханово, относящийся к деревне Суханово. В его северной части расположен жилой комплекс Усадьба Суханово.

## Этимология
Название деревни, предположительно, произошло от некалендарного личного имени Сухан.

## История
Деревня впервые упоминается в Писцовой книге 1627 года:
За окольничим князем Алексеем Михайловичем Львовым что ранее было за князем Юрием Ушатым д. Беднятино, Ольгино и Сухово тож на речке на Гвоздне пуста, а в ней двор помещиков пуст…, а владеет князь деревней по грамоте 1623 г.
После смерти князя Алексея Михайловича Львова в 1653 году деревня перешла к его племяннику, Семёну Петровичу Львову, который вскоре умер в плену у крымских татар. В 1660 году деревня Суханово значилась во владениях государя. В 1689 году Суханово вместе с соседними деревнями Лопатино и Боброво было пожаловано боярину Тихону Никитичу Стрешневу. В документах 1709 года Суханово записано как сельцо. Имелись двор боярский, двор конский и двор скотный; проживали 7 «конюхов кабальных людей» и садовник. После смерти Стрешнева в 1719 году сельцо Суханово вновь перешло государю и вскоре было пожаловано участнику Битвы при Нарве генерал-майору Ивану Ильичу Дмитриеву-Мамонтову.
В 1761 году сельцо Суханово было приобретено капитан-поручиком лейб-гвардии Измайловского полка А. Г. Гурьевым. В 1769 году Гурьев продал Суханово деятелю екатерининского времени Алексею Петровичу Мельгунову. При нём в Суханове началось строительство усадьбы. В 1782—1785 годах была построена каменная церковь Рождества Пресвятой Богородицы. В 1804 году село Суханово перешло от Мельгуновых к князьям Волконским, в собственности которых оно находилось до начала XX века. Усадебный комплекс был сформирован в начале XIX века.
В XIX веке село Суханово являлось административным центром Сухановской волости Подольского уезда. В 1899 году в селе проживало 69 человек, было волостное правление.
К северо-западу от старой частной застройки Суханово был построен коттеджный посёлок Суханово Парк, к северу — ЖК Усадьба Суханово (сданы в 2017 году).
До 2006 года деревня входила в Булатниковский сельский округ Ленинского района, а с 2006 до 2019 года в рамках организации местного самоуправления входила в Булатниковское сельское поселение Ленинского муниципального района.
С 2019 года входит в Ленинский городской округ.

## Население
| 2002 | 2006 | 2010 |
| ---- | ---- | ---- |
| 58   | ↘57  | ↗496 |

Согласно Всероссийской переписи, в 2002 году в деревне проживало 58 человек (26 мужчин и 32 женщины). По данным на 2005 год в деревне проживало 57 человек. Согласно Всероссийской переписи, в 2010 года в деревне проживало 496 человек. В 2010-х годах население значительно возросло в связи со строительством коттеджного посёлка Суханово Парк и многоквартирных домов ЖК Усадьба Суханово.

## Инфраструктура
- Улицы — Сухановская (коттеджный посёлок Суханово Парк) и др.
- Две школы.

## Достопримечательности
- Усадьба Суханово начала XIX века. В комплекс усадьбы входят главный дом, флигели и парк. Здания находятся в ведении Союза архитекторов[11]
- Памятник жителям села, погибшим в Великой Отечественной войне[11].